# Adolf Klančík
Adolf Klančík (16. června 1910 Rozhovice – 16. července 1970 Praha) byl český pedagog a těsnopisec.

## Mládí
Narodil se v Rozhovicích v domě čp. 29. Jeho otec pan Václav Klančík se svou manželkou Marií v tomto stavení hospodařil až do roku 1953, kdy zemřel. Nejprve vystudoval nižší gymnázium a obchodní akademii v Chrudimi a potom odešel studovat Vysokou školu obchodní do Prahy, na níž získal titul komerčního inženýra v roce 1934.
Krátce pracoval v exportu a pak se dal na učitelskou dráhu. Nejdříve učil na několika obchodních školách v Praze, přitom nějaký čas pracoval i jako komorní stenograf. Od roku 1951 působil pak trvale ve Státním ústavu těsnopisném, kde byl zástupcem ředitele. Těsnopisu jako svému hlavnímu oboru zůstal věrný až do konce života. Vedle vyučování ve zmíněném státním ústavu se věnoval i publikační a organizační činnosti; mnoho let byl mj. například redaktorem časopisu Těsnopisné rozhledy. Vytvořil zcela novou progresivní metodiku výuky kráceného písma, kterou rozpracoval v tzv. Metodických diktátech a vtělil do řady učebnic těsnopisu, jež se dodnes vydávají. Podílel se i na zpracování Slovníku komorních a obchodních zkratek a na různých dalších aktivitách souvisejících s využíváním a zdokonalováním těsnopisu. V tomto úzce specializovaném oboru byl známou postavou pro odborníky nejen u nás, ale i v zahraničí. V roce 1961 se stal československým zástupcem v celoevropské Mezinárodní federaci pro těsnopis a psaní na stroji INTERSTENO (ovládal dobře němčinu a angličtinu). V roce 1963 organizoval v Praze 25. jubilejní kongres této mezinárodní organizace a v roce 1967 byl zvolen jejím místopředsedou.
Zemřel v Praze dne 16. července 1970, tedy přesně měsíc po svých šedesátinách, na zhoubný nádor. Jeho hlavním koníčkem byly šachy, v mladších letech atletika.

## Dílo
- Slovník komorních a obchodních zkratek soustavy Heroutovy-Mikulíkovy
- Těsnopis, Methodické diktáty pro rychlopis
- Těsnopisná obchodní korespondence s diktáty